# 六古窯
日本六古窯（にほんろっこよう）とは、日本古来の陶磁器窯のうち、中世から現在まで生産が続く代表的な6つの窯の総称。

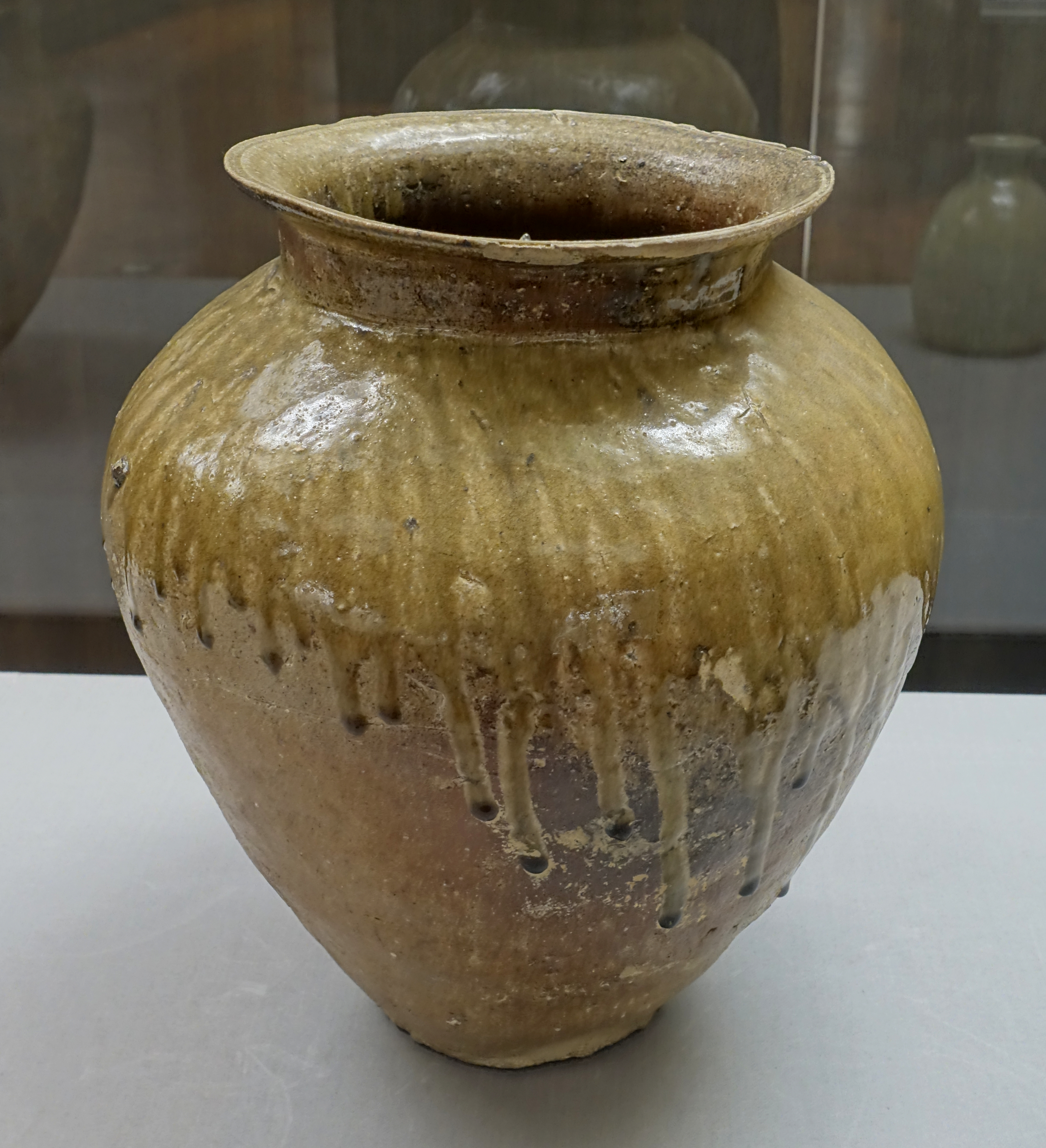
常滑灰釉壺 平安時代
個人蔵 重要文化財

## 意義
朝鮮半島や中国からの渡来人の技術によって開始された近世からの窯から区別される。
小山富士夫の命名。圧倒的なシェアを占める美濃焼は含まれない。美濃焼以外にも伝統的な焼物があることを紹介する目的で「六古窯」を選別したためである。

## 産地
- 瀬戸焼：愛知県瀬戸市
- 常滑焼：愛知県常滑市
- 越前焼：福井県丹生郡越前町
- 信楽焼：滋賀県甲賀市
- 丹波立杭焼：兵庫県丹波篠山市今田町立杭
- 備前焼：岡山県備前市伊部

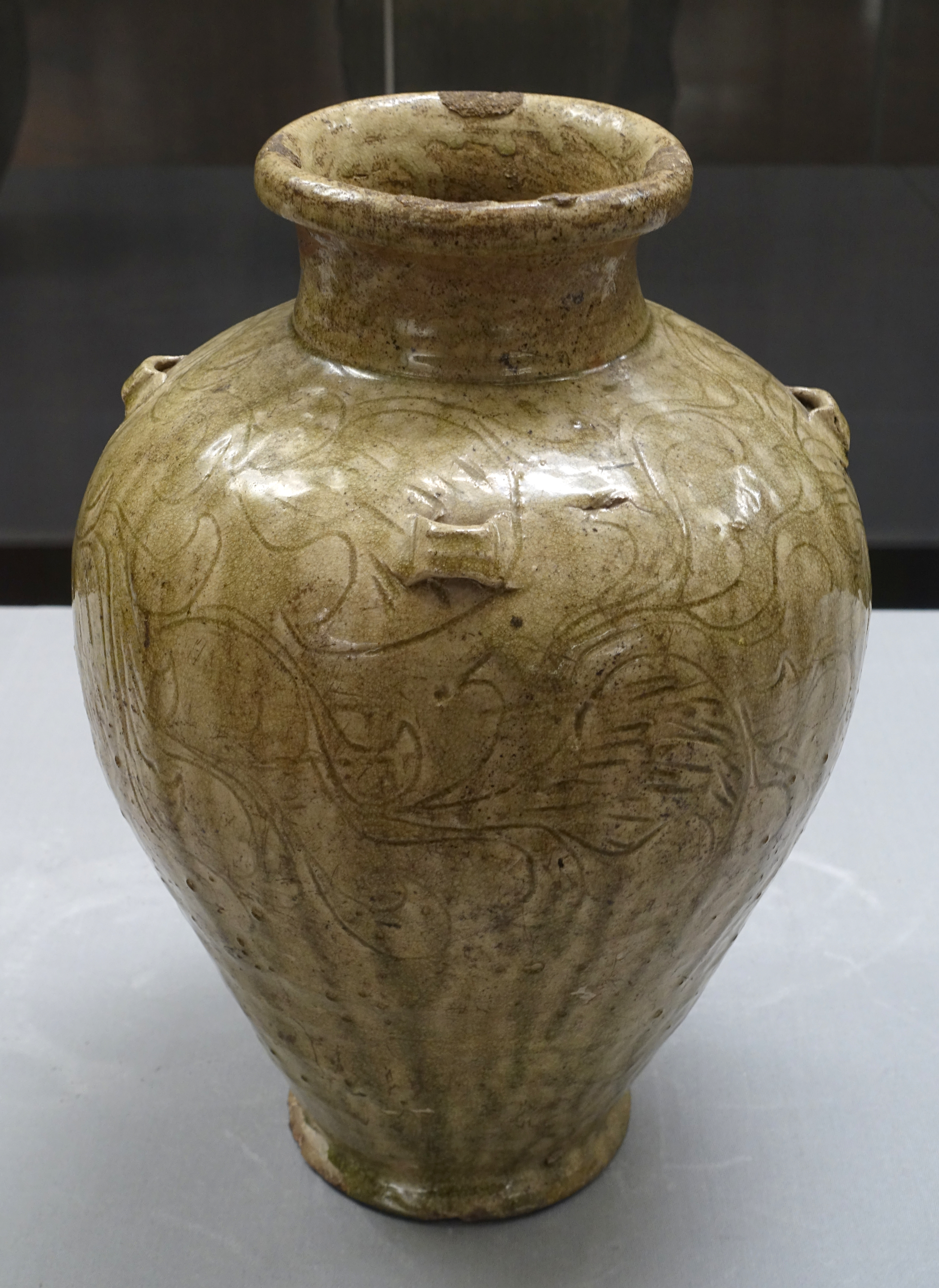
古瀬戸黄釉唐草文四耳壺 南北朝時代 東京国立博物館
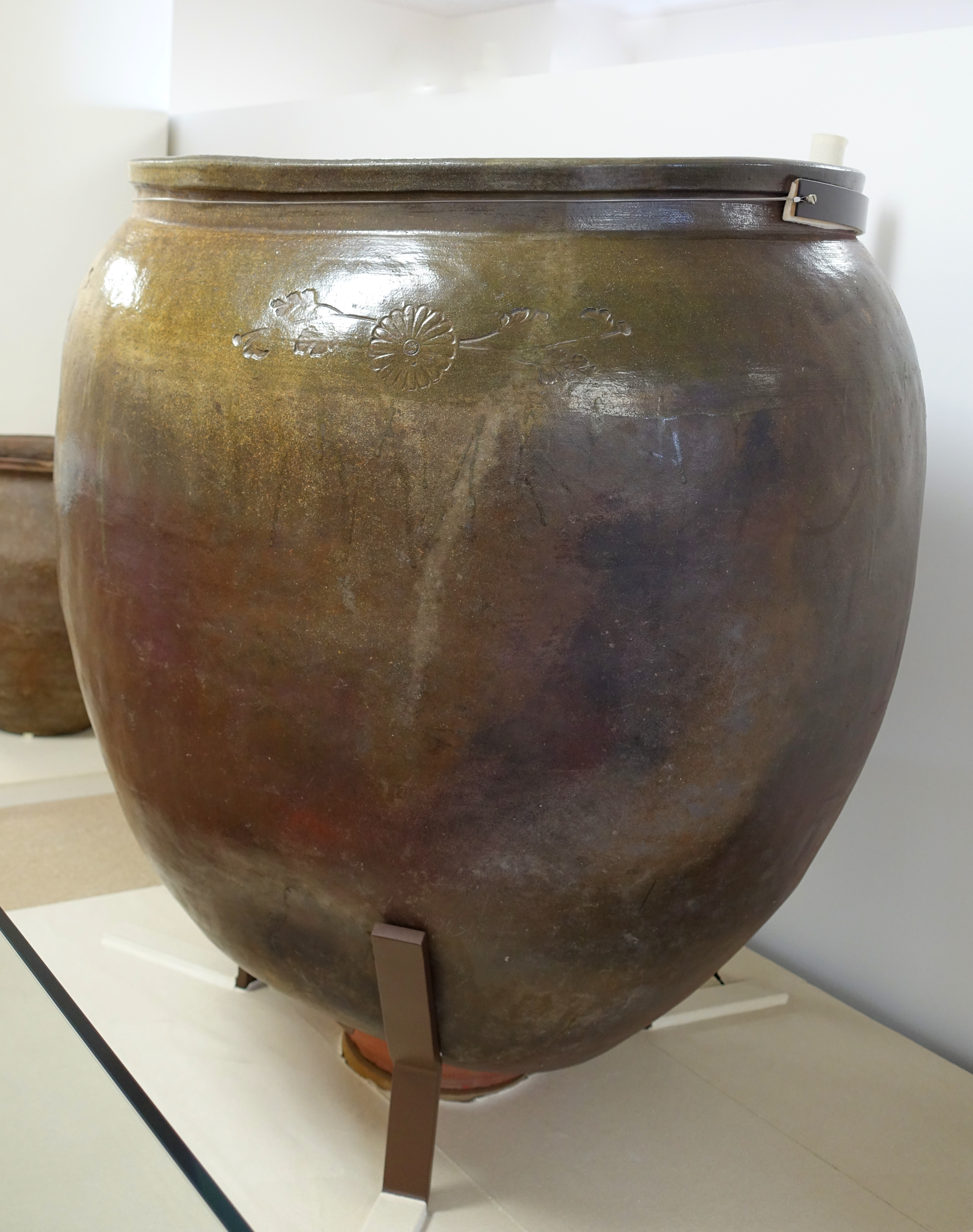
常滑菊花文大甕　江戸時代 箱根美術館
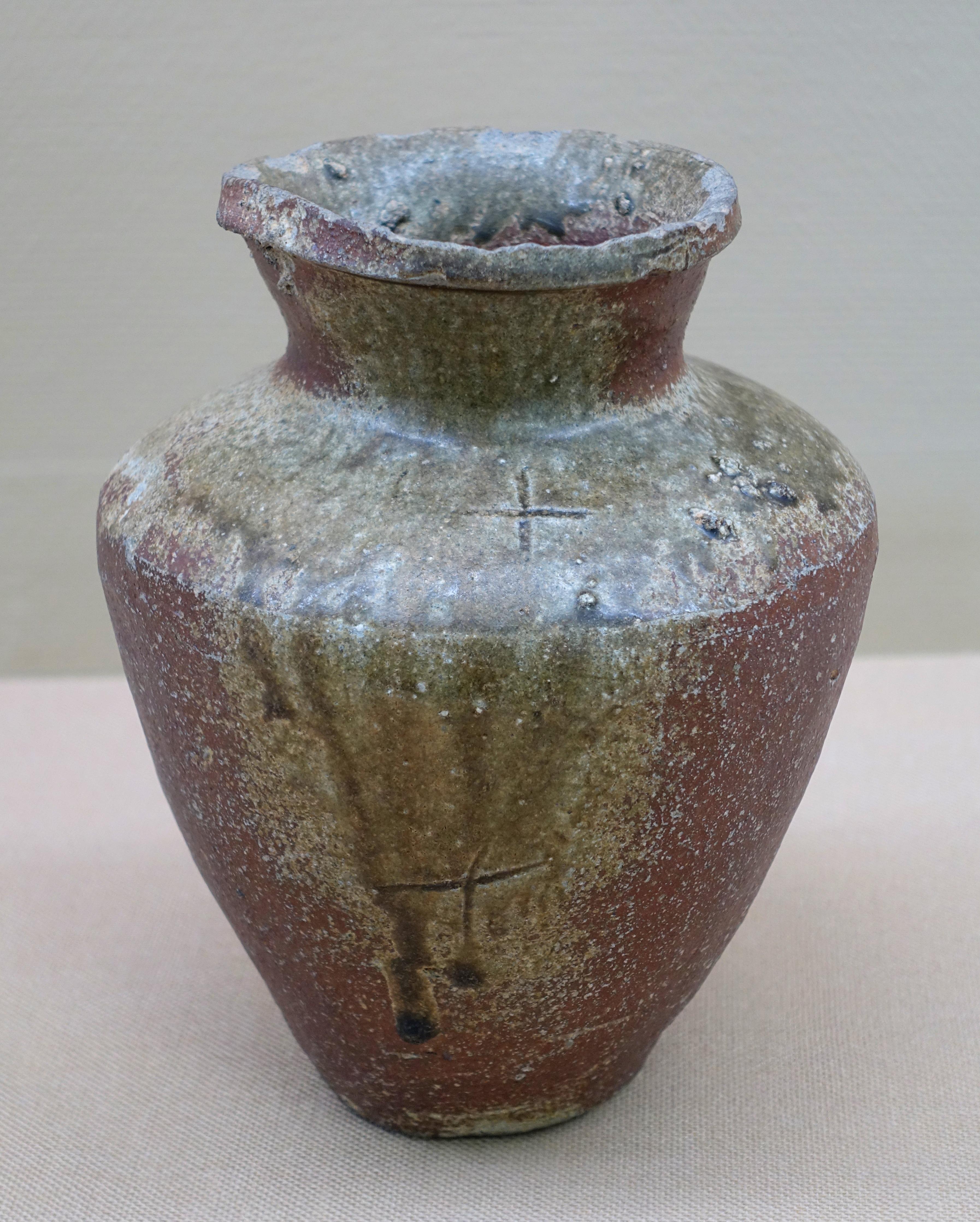
越前壺　室町時代 箱根美術館
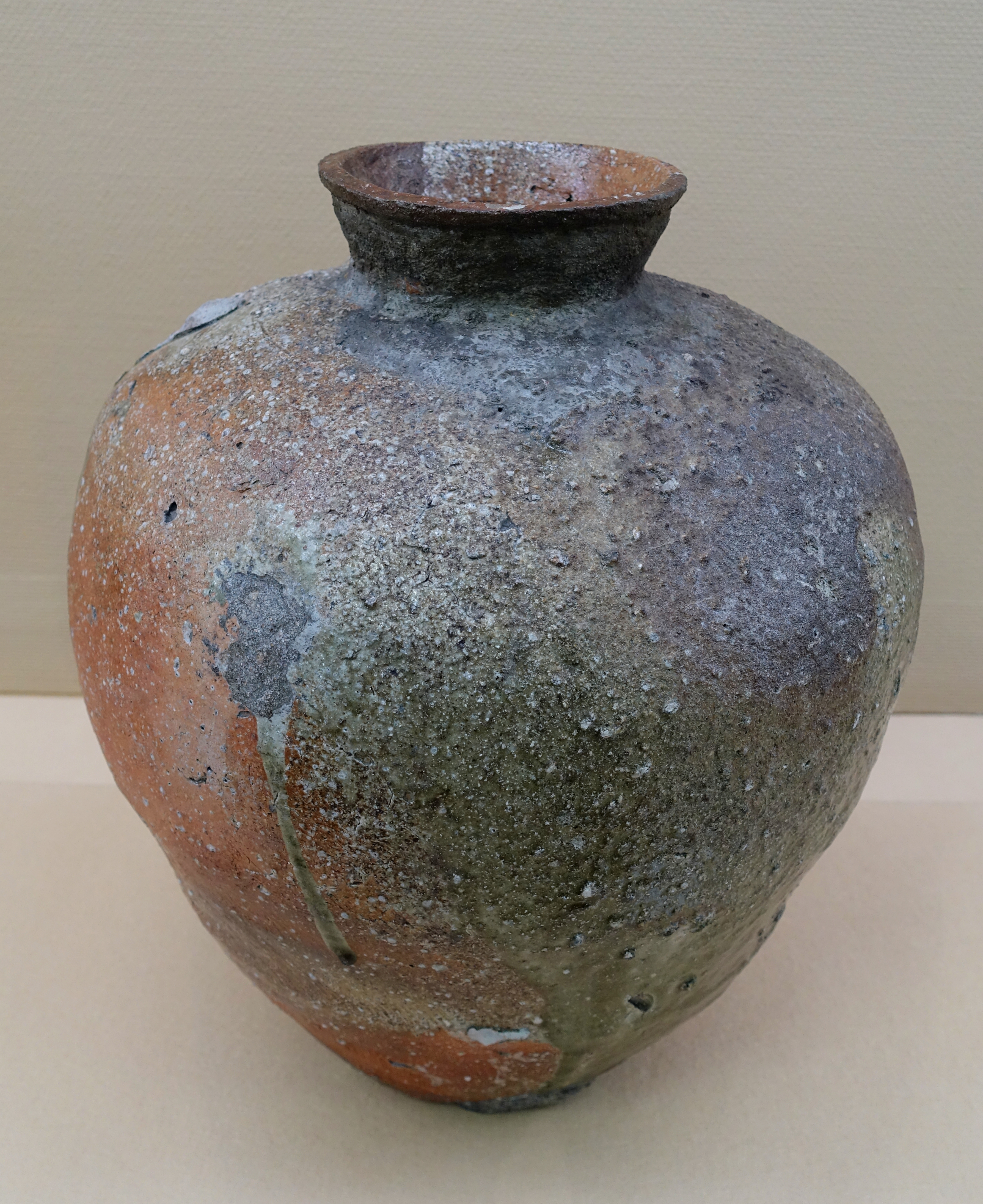
信楽壺　室町時代 箱根美術館
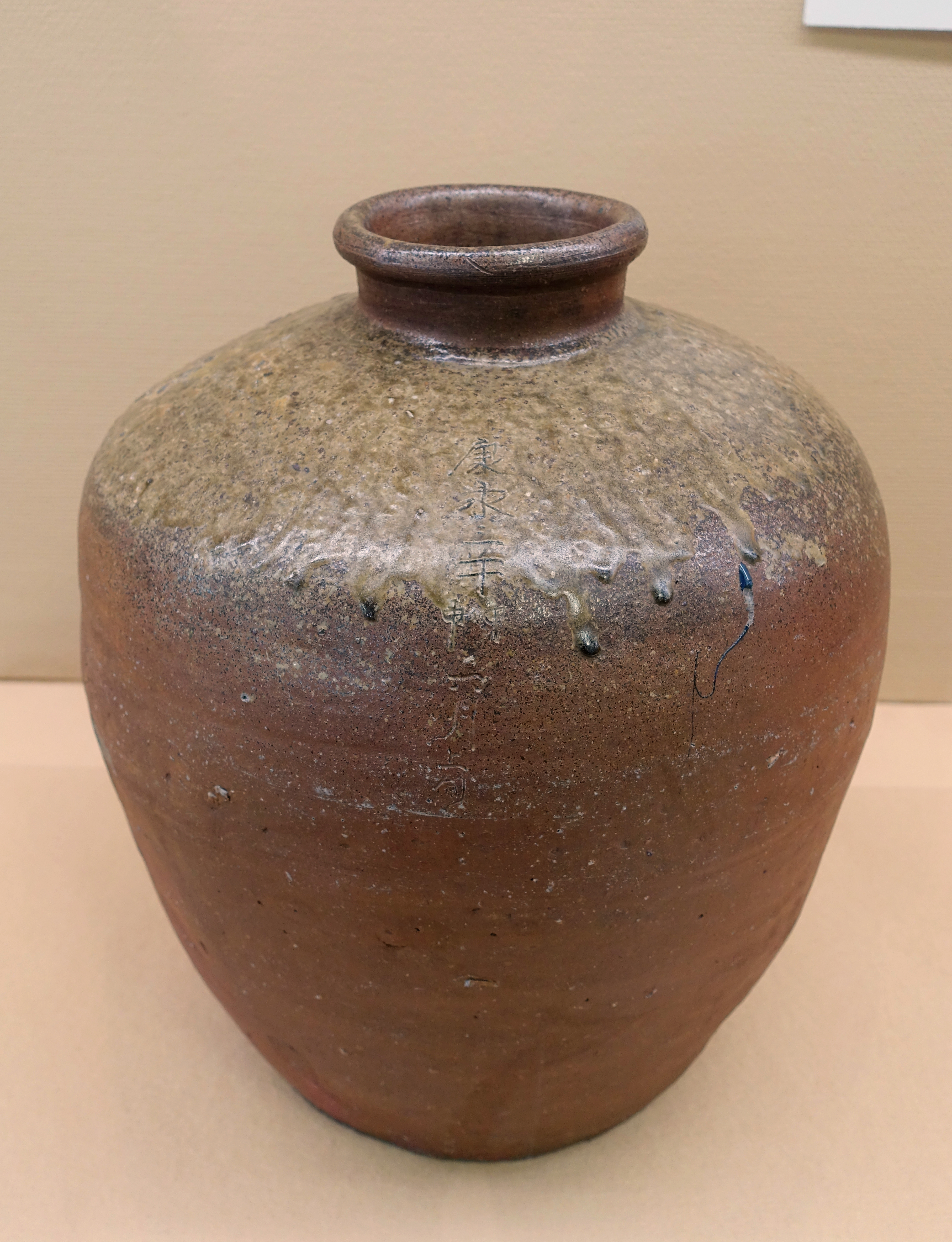
丹波壺 「康永三年甲申六月上旬」銘　南北朝時代（1344年） 箱根美術館
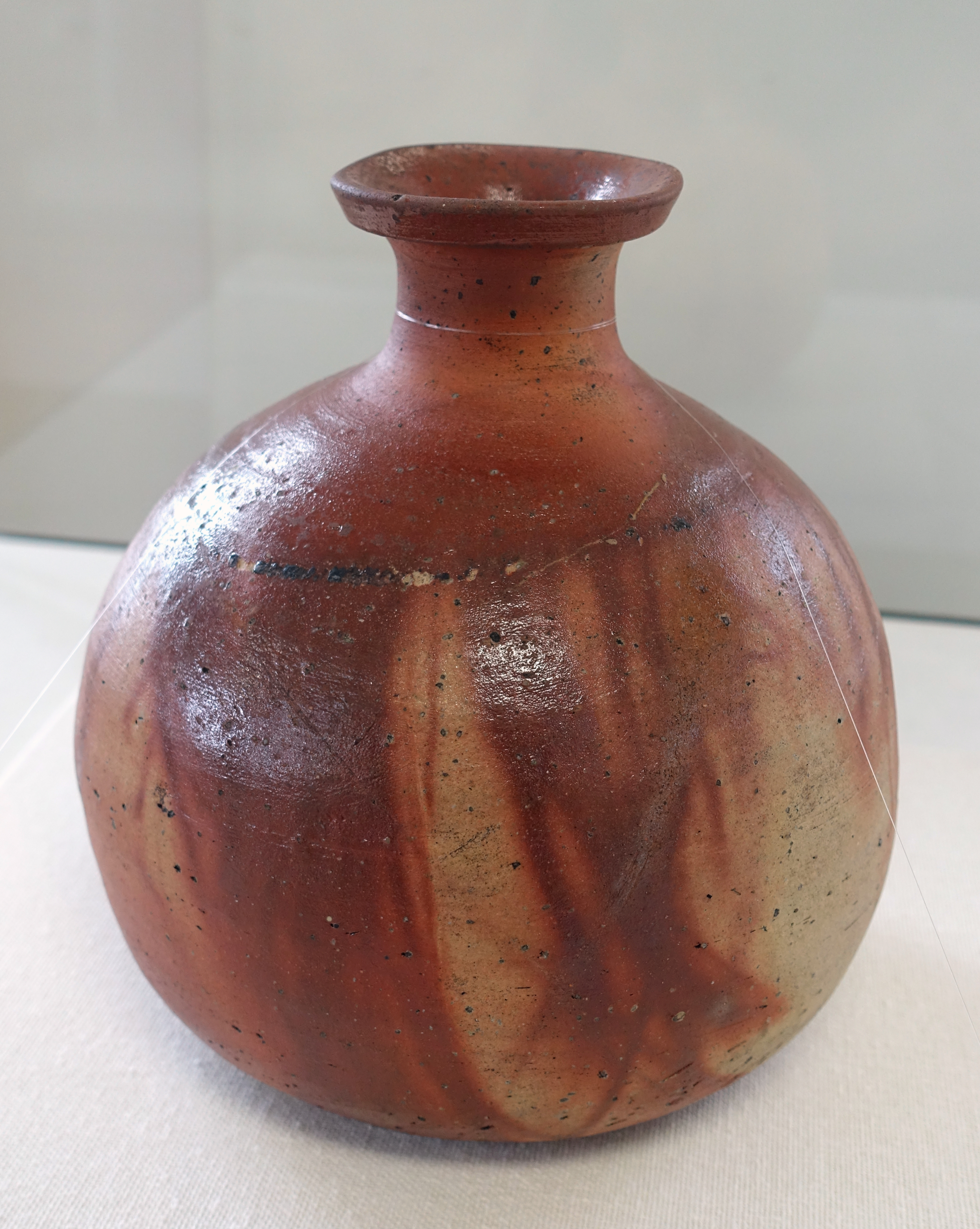
備前火襷徳利　桃山時代 箱根美術館

## 日本六古窯サミット
六古窯産地の首長が一堂に会し、シンポジウムや交流事業などを行うサミット。1988年（昭和63年）篠山で第1回目のサミットが開かれ、過去に14回開催されている。直近では2017年（平成29年）12月に越前で開催された。